# Balkanmeisterschaft (Badminton)
Balkanmeisterschaften im Badminton werden seit 1992 ausgetragen. Oft werden die Titelkämpfe auch von einem Juniorenturnier begleitet. Ebenfalls werden seit den 2000er Jahren Balkanmeisterschaften für Senioren ab einem Alter von 35 Jahren an ausgetragen. Bereits 1990 wurde der Balkancup in Warna ausgetragen.

## Austragungsorte
- 1992  Rumänien, Bukarest
- 1993  Bulgarien, Sofia
- 1995  Türkei, Kütahya[1]
- 1996  Griechenland, Thessaloniki, 19.–21. September
- 1997  Jugoslawien, Šabac, 1.–4. Mai
- 1998  Türkei, Istanbul
- 1999  Griechenland, Argostoli
- 2000  Bulgarien, Warna
- 2001  Bulgarien, Burgas
- 2002  Griechenland, Argostoli
- 2003  Rumänien, Bukarest
- 2004  Türkei, Istanbul
- 2005  Griechenland, Serres, Juni
- 2006  Türkei, Istanbul
- 2007  Bulgarien, Stara Sagora, 6.–9. September
- 2008  Rumänien, Slănic-Moldova, 23.–26. Oktober
- 2009  Bulgarien, Stara Sagora, 2.–4. Juli
- 2010  Bulgarien, Kawarna, 24.–26. September
- 2011  Griechenland, Polygyros, 21.–23. Oktober
- 2012  Bulgarien, Burgas, 4.–6. Mai
- 2013  Bulgarien, Burgas, 29. September–1. Oktober
- 2014  Bulgarien, Stara Sagora, 29. September–1. Oktober[2]
- 2016  Rumänien, Iași, 9.–11. September
- 2018  Griechenland, Orestiada, 18.–21. Mai

## Die Sieger
| Jahr | Herreneinzel       | Dameneinzel          | Herrendoppel                       | Damendoppel                          | Mixed                               | Mannschaft        |
| ---- | ------------------ | -------------------- | ---------------------------------- | ------------------------------------ | ----------------------------------- | ----------------- |
| 1990 | Stojan Ivantchev   | Diana Koleva         | Bojan Strah Miha Vilar             | Diana Koleva Dimitriyka Dimitrova    | Jeliazko Valkov Diana Koleva        | Bulgarien         |
| 1992 | nur Teamwettbewerb | nur Teamwettbewerb   | nur Teamwettbewerb                 | nur Teamwettbewerb                   | nur Teamwettbewerb                  | Bulgarien         |
| 1993 | keine Daten        | keine Daten          | keine Daten                        | keine Daten                          | keine Daten                         | Bulgarien         |
| 1994 | nicht ausgetragen  | nicht ausgetragen    | nicht ausgetragen                  | nicht ausgetragen                    | nicht ausgetragen                   | nicht ausgetragen |
| 1995 | keine Daten        | keine Daten          | keine Daten                        | keine Daten                          | keine Daten                         | Bulgarien         |
| 1996 | abgesagt           | abgesagt             | abgesagt                           | abgesagt                             | abgesagt                            | abgesagt          |
| 1997 | Boris Kessov       | Dobrinka Smilianova  | Mihail Popov Svetoslav Stoyanov    | Margarita Mladenova Raina Tzvetkova  | Svetoslav Stoyanov Raina Tzvetkova  | Bulgarien         |
| 1998 | Konstantin Dobrev  | Dimitriyka Dimitrova | Konstantin Dobrev Ivan Sotirov     | Diana Koleva Reny Assenova           | Konstantin Dobrev Diana Koleva      | Bulgarien         |
| 1999 | Konstantin Dobrev  | Neli Nedyalkova      | Konstantin Dobrev Luben Panov      | Neli Nedyalkova Dobrinka Smilianova  | Konstantin Dobrev Petya Nedelcheva  | Bulgarien         |
| 2000 | Konstantin Dobrev  | Neli Boteva          | Konstantin Dobrev Luben Panov      | Neli Boteva Petya Nedelcheva         | Konstantin Dobrev Petya Nedelcheva  | Bulgarien         |
| 2000 | keine Daten        | keine Daten          | keine Daten                        | keine Daten                          | keine Daten                         | Bulgarien         |
| 2001 | keine Daten        | keine Daten          | keine Daten                        | keine Daten                          | keine Daten                         | Bulgarien         |
| 2002 | keine Daten        | keine Daten          | keine Daten                        | keine Daten                          | keine Daten                         | Bulgarien         |
| 2003 | keine Daten        | keine Daten          | keine Daten                        | keine Daten                          | keine Daten                         | Bulgarien         |
| 2004 | keine Daten        | keine Daten          | keine Daten                        | keine Daten                          | keine Daten                         | Bulgarien         |
| 2005 | Konstantin Dobrev  | Petya Nedelcheva     | Konstantin Dobrev Georgi Petrov    | Dimitriyka Dimitrova Diana Dimova    | Konstantin Dobrev Maya Ivanova      | Bulgarien         |
| 2006 | Georgi Petrov      | Diana Dimova         | Stilian Makarski Georgi Petrov     | Atanaska Spasova Diana Dimova        | Stilian Makarski Diana Dimova       | Bulgarien         |
| 2007 | Krasimir Jankov    | Diana Dimova         | Stilian Makarski Vladimir Metodiev | Maya Dobreva Diana Dimova            | Stilian Makarski Diana Dimova       | Bulgarien         |
| 2008 | Robert Ciobotaru   | Dimitria Popstoikova | Konstantin Dobrev Yulian Hristov   | Dimitria Popstoikova Diana Dimova    | Konstantin Dobrev Diana Dimova      | Bulgarien         |
| 2009 | Stiliyan Makarski  | Petya Nedelcheva     | Kamil Akcebe Ali Kaya              | Diana Dimova Petya Nedelcheva        | Stiliyan Makarski Diana Dimova      | Bulgarien         |
| 2010 | Krasimir Jankov    | Öznur Çalışkan       | Krasimir Jankov Vladimir Metodiev  | Stefani Stoeva Gabriela Stoeva       | Yulian Hristov Dimitria Popstoikova | Bulgarien         |
| 2011 | Ramazan Öztürk     | Anne Hald            | Peyo Boichinov Ivan Rusev          | Dimitria Popstoikova Gabriela Stoeva | Yulian Hristov Gabriela Stoeva      | Bulgarien         |
| 2012 | Emre Vural         | Özge Bayrak          | Emre Arslan Hüseyin Oruç           | Stefani Stoeva Gabriela Stoeva       | Hüseyin Oruç Ebru Tunalı            | Türkei            |
| 2013 | Ivan Rusev         | Stefani Stoeva       | Marius Corciuc Ionut Gradinaru     | Gabriela Stoeva Stefani Stoeva       | Stiliyan Makarski Gabriela Stoeva   | Türkei            |
| 2014 | Blagovest Kisyov   | Neslihan Yiğit       | Blagovest Kisyov Peyo Boichinov    | Stefani Stoeva Gabriela Stoeva       | Blagovest Kisyov Gabriela Stoeva    | Bulgarien         |
| 2016 | Ivan Rusev         | Maria Decheva        | Daniel Nikolov Ivan Rusev          | Maria Decheva Alexandra Milon        | Daniel Cojocaru Alexandra Milon     | Bulgarien         |
| 2018 | Daniel Nikolov     | Aliye Demirbağ       | Daniel Nikolov Alex Vlaar          | Aliye Demirbağ Neslihan Yiğit        | Alex Vlaar Dimitria Popstoikova     | Bulgarien         |

## Teams
| Ort          | Land                   | Jahr | Sieger    | Zweiter   | Ergebnis 1 vs 2 | Bronze                | 4.           |
| ------------ | ---------------------- | ---- | --------- | --------- | --------------- | --------------------- | ------------ |
| Bukarest     | Rumänien               | 1992 | Bulgarien | Rumänien  |                 | Türkei                | Griechenland |
| Sofia        | Bulgarien              | 1993 | Bulgarien | Rumänien  |                 | Türkei                | Griechenland |
| Kütahya      | Türkei                 | 1995 | Bulgarien | Rumänien  | 5-0             | Türkei                | Griechenland |
| Šabac        | Serbien und Montenegro | 1997 | Bulgarien | Rumänien  | 5-0             | Türkei                | Griechenland |
| Istanbul     | Türkei                 | 1998 | Bulgarien | Rumänien  | 5-0             | Moldau                | Türkei       |
| Argostoli    | Griechenland           | 1999 | Bulgarien | Rumänien  | 5-0             | Moldau                | Türkei       |
| Warna        | Bulgarien              | 2000 | Bulgarien | Rumänien  | 5-0             | Türkei                | Griechenland |
| Burgas       | Bulgarien              | 2001 | Bulgarien | Rumänien  | 5-0             | Moldau                | Türkei       |
| Argostoli    | Griechenland           | 2002 | Bulgarien | Rumänien  | 5-0             | Türkei                | Moldau       |
| Bukarest     | Rumänien               | 2003 | Bulgarien | Rumänien  | 5-0             | Türkei                | Moldau       |
| Istanbul     | Türkei                 | 2004 | Bulgarien | Rumänien  | 5-0             | Türkei                | Moldau       |
| Serres       | Griechenland           | 2005 | Bulgarien | Rumänien  | 5-0             | Griechenland          | Moldau       |
| Istanbul     | Türkei                 | 2006 | Bulgarien | Türkei    | 5-0             | Rumänien              | Moldau       |
| Stara Sagora | Bulgarien              | 2007 | Bulgarien | Rumänien  | 5-0             | Türkei                | Griechenland |
| Bukarest     | Rumänien               | 2008 | Bulgarien | Rumänien  | 3-1             | Türkei                | Griechenland |
| Sofia        | Bulgarien              | 2009 | Bulgarien | Türkei    | 3-0             | Serbien Griechenland  | -            |
| Kawarna      | Bulgarien              | 2010 | Bulgarien | Türkei    | 3-0             | Rumänien              | Moldau       |
| Polygyros    | Griechenland           | 2011 | Bulgarien | Türkei    | 3-1             | Serbien Griechenland  | -            |
| Burgas       | Bulgarien              | 2012 | Türkei    | Bulgarien | 3-0             | Rumänien              | Moldau       |
| Burgas       | Bulgarien              | 2013 | Bulgarien | Türkei    | 3-0             | Rumänien Serbien      | -            |
| Stara Sagora | Bulgarien              | 2014 | Bulgarien | Türkei    | 3-0             | Griechenland Rumänien | -            |
| Iași         | Rumänien               | 2016 | Bulgarien | Rumänien  | 4-1             | Serbien               | Moldau       |
| Orestiada    | Griechenland           | 2018 | Bulgarien | Türkei    | 3-2             | Griechenland Serbien  | -            |